# Tiofosforylklorid
Tiofosforylklorid är en kemisk förening av fosfor, svavel och klor med formeln PSCl3.

## Egenskaper
Tiofosforylklorid är en färglös vätska med stickande lukt. Vid kontakt med vatten sönderfaller den till fosforsyra (H3PO4), saltsyra (HCl) och svavelväte (H2S).
{\displaystyle {\rm {PSCl_{3}+4\ H_{2}O\rightarrow H_{3}PO_{4}+3\ HCl+H_{2}S}}}

## Framställning
Tiofosforylklorid kan framställas av fosfortriklorid på många sätt, men det effektivaste är att låta det reagera med rent svavel.
{\displaystyle {\rm {PCl_{3}+S\rightarrow PSCl_{3}}}}

## Användning
Tiofosforylklorid kan användas för att omvandla tertiära amider till tioamider, till exempel acetamid (CH3CONH2) till tioacetamid (CH3CSNH2).
{\displaystyle {\rm {PSCl_{3}+CH_{3}CONH_{2}\rightarrow CH_{3}CSNH_{2}+POCl_{3}}}}
Det kan också användas för att substituera amin (–NH2) eller hydroxyl (–OH) grupper med en tiofosforylgrupp (–P=S), vilket är vanligt i insekticider.
{\displaystyle {\rm {PSCl_{3}+2\ C_{2}H_{5}OH\rightarrow (C_{2}H_{5}O)_{2}PSCl+2\ HCl}}}